# Fromagerie Marcillat
La fromagerie Marcillat est une entreprise de fabrication de fromages établie à Corcieux (Vosges) depuis 1931.

## Histoire et productions
Crée en 1931 par Robert Marcillat, à Corcieux, la fromagerie fabriquait au début uniquement des Munsters et des fromages à croûte fleurie.
En 1996, la fromagerie est reprise par Lactalis.
En 2002, un programme d'investissement de 16 millions d'euros sur trois ans est lancé.
Depuis sa reprise par Lactalis, la fromagerie produit l'ensemble du Brie pour le groupe (en particulier marque Président), soit 29 000 tonnes par an.